# Abstraction (philosophie)
Pour les articles homonymes, voir Abstraction.
 (janvier 2016).
Si vous disposez d'ouvrages ou d'articles de référence ou si vous connaissez des sites web de qualité traitant du thème abordé ici, merci de compléter l'article en donnant les références utiles à sa vérifiabilité et en les liant à la section « Notes et références ».
L’abstraction est l'opération mentale, de l'esprit par laquelle les propriétés générales, universelles et nécessaires d'un objet sont distinguées de ses propriétés particulières et contingentes. Par cette opération, notre pensée prend une distance par rapport à l'expérience sensible et forme l'ensemble de nos idées qui seront consignées dans le  langage.
L'opération d'abstraction permet de distinguer entre l'abstrait et le concret. Ceux-ci forment une opposition conceptuelle fondamentale en philosophie.

## Concept

### Définition
L'abstraction est une opération de l'esprit qui lui permet de distinguer des propriétés, entre celles qui sont générales et celles qui sont particulières, d'un objet. Le concept a connu une très grande postérité a été utilisée de manière différente par les philosophes au cours de l'histoire.
La capacité d'abstraction renvoie à la possibilité pour l'abstrait d'exister. L'abstrait est obtenu par opération mentale, et n'existe donc pas à nos sens. Ainsi, dans le cadre de sa théorie des Idées, Platon affirme l'existence réelle des Idées (abstraites), par opposition à l'existence, qui peut être trompeuse, du sensible (concret).
Le disciple de Platon, Aristote, définira à son tour l'abstrait par le processus par lequel l'intellect opère l'abstraction, l'aphairesis. Le Stagirite formulera également une théorie de la formation des objets physiques par la rencontre entre une forme et une matière (théorie de l'hylémorphisme) ; il reproduit ainsi le schéma dual entre l'abstrait et le concret,.
La modernité a également apporté des théories de l'abstraction. Il en est ainsi de la théorie purement analytique de l'abstraction formulée par Condillac. L'abstraction serait intégralement compréhensible à partir du concept d'analyse. Edmund Husserl formulera à son tour, dans le cadre de sa phénoménologie, une théorie de l'abstraction. Il considère que les essences (abstraites) sont construites par l'abstraction d'une série de perceptions (concrètes).

### Différents procédés d'abstraction
- Abstraction par simplification : l'abstraction implique de simplifier une réalité  complexe pour pouvoir la penser. Il s'agit alors de négliger ce qui n'a pas d'importance ou de pertinence au profit de ce qui en a. Au sens de l'abstraction par simplification l'abstrait est nécessairement plus simple que le concret.
- Abstraction par généralisation : l'abstraction recherche ce qui est commun à différents éléments particuliers, ce qui permet de définir des classes d'objets. (La classe des félins regroupe tous les animaux à griffes retractiles). Elle est donc à la base de la logique des classes. L'abstraction consiste alors à remonter d'éléments particuliers vers des classes toujours plus englobantes. Au sens de l'abstraction par généralisation l'abstrait est nécessairement plus général que le concret.
- Abstraction par analyse ou par sélection : l'abstraction consiste à isoler une propriété en la détachant de ses déterminations ou de ses relations. Au sens de l'abstraction par analyse l'abstrait est toujours plus pur ou mieux isolé que le concret.

## Problèmes fondamentaux de l'abstraction

### Opposition de l'abstrait et du concret
L'opposition entre l'abstrait et le concret recouvre l'opposition entre ce qui est purement intellectuel et ce qui est seulement sensible, car le concret, c'est ce qui est donné par nos sens. Cette opposition  ouvre sur plusieurs problèmes classiques en philosophie :
1. L'abstrait et le concret renvoient-ils à des réalités distinctes ou constituent-ils deux manières de voir une même réalité ?
2. N'existe-t-il pas des degrés d'abstraction et de concrétude ?
3. Peut-on penser ces termes d'une manière indépendante ou toute abstraction suppose-t-elle une contrepartie concrète et inversement ?
4. Faut-il dire que seules les réalités abstraites existent absolument ? Ou faut-il au contraire affirmer que n'existent que les seules réalités concrètes ?

### De l'abstraction aux abstractions
Le terme d'abstraction renvoie en un premier sens à une opération de l'esprit, un processus, par lequel des propriétés abstraites sont mises en évidence. C'est ce que l'on appelle « l'abstraction » lorsque l'on parle, par exemple, des capacités d'abstraction d'un philosophe ou d'un mathématicien. Mais ce terme peut également renvoyer à ces propriétés elles-mêmes. On peut en effet considérer que des idées abstraites comme l'Être ou la liberté, mais aussi la blancheur ou le poids, constituent « des abstractions ».
Cette distinction permet de formuler un problème classique : 
- Faut-il considérer que les abstractions résultent du processus d'abstraction lui-même, et que celui-ci les construit voire les invente, ou dire au contraire que ce processus d'abstraction nous permet de retrouver des abstractions qui existent préalablement au fait que nous en prenions connaissance ?

On peut également tenir pour problématique l'unité même du concept de processus d'abstraction : 
- N'existe-t-il pas plusieurs types d'abstraction différents et peut-être irréconciliables comme l'abstraction philosophique, mathématique, ou logique, ou encore des abstractions par simplification, généralisation ou sélection ?

Inversement la pluralité du concept d'abstraction lorsque l'on parle des abstractions particulières, comme la blancheur, le poids ou le bien, est également problématique : 
- Affirmer qu'il existe une pluralité de réalités conceptuelles, véritablement indépendantes, ne permet pas de comprendre ce qui fait que l'on nomme chacune de ces abstractions une abstraction. Ne faudrait-il pas pour cela encore abstraire ce qui forme l'unité de ces abstractions afin d'atteindre à une abstraction absolue ?

## Abstraction et science
En science, l'abstraction n'est pas l'opposition entre l'abstrait et le concret. Abstrait et concret sont dialectiquement liés. L'abstraction permet de s'éloigner de la réalité concrète, réduite à nos sens (empirisme, observation), afin de définir les phénomènes globaux constituant ainsi un cadre théorique. L'abstraction peut se définir comme un processus mental de décomposition/classification mais de telle manière que chaque partie du tout (unité de base ou cellule) soit significative et représentative au tout (sphère) et vice-versa. L'abstraction est une méthode du passage de l'abstrait au concret. Ou pour dire autrement, selon Paul Langevin, « Le concret est l'abstrait rendu familier par l'usage. »

### Passage de l'abstrait au concret
- Georg Hegel, Qui pense abstrait ?, Hermann, 2007, 160 p..
- Karl Marx, Le Capital.
- (ru) Alexandre Zinoviev, Method visxoždenija ot abstraktnogo k konkretnomu : avtoreferat dissertaci (« La Méthode du passage de l'abstrait au concret : sujet de thèse »), Moscou, 1954.
- Bertell Ollman, La dialectique mise en œuvre - Le processus d'abstraction dans la méthode de Marx, Syllepse, 2005, 140 p.